# المال والبنون (مسلسل)
المال والبنون مسلسل مصري من جزئين أنتج وعرض في بداية تسعينيات القرن العشرين، حيث عرض الجزء الأول في عام 1993 والثاني في عام 1995. كتب المسلسل محمد جلال عبد القوي وأخرجه مجدي أبو عميرة.
ويعتبر من أهم مسلسلات فترة التسعينات وحصل على جائزة إدارة الإذاعة والتليفزيون المصرية عام 1998 وتم تكريم مخرجه مجدي أبو عميرة .

## القصة
- الجزء الأول:تدور قصة المسلسل حول سلامة فراويلة يعيش في رفاهية مع أولاده بينما عباس الضو يسكن في غرفة فوق السطح، يوسف ابن عباس يريد الزواج من فريـال ابنة سلامة لكنهما يصطدمان برفض العائلة رغم الصداقة القوية بين عباس وسلامة، يكتشف يوسف أن والده وسلامة كانا يعملان لدى خواجة جمع ثروته من تهريبه للآثار خارج مصر، بعد موت الخواجة، يأخذ سلامة الأموال بينما عباس يمتنع ويحاول أن يبعد أبناءه عن أبناء سلامة.
- الجزء الثاني:تدور أحداث الجزء الثاني من مسلسل (المال والبنون) بعد أن يعود (يوسف عباس الضو) من الأسر، ويحاول العودة إلى خطيبته (ثريا) ، التي تزوجها صديق عمره بناء على طلبه، في حين تحدث اشتباكات بين أولاد (عباس الضو) ، حول إخفاء حقيقة الأموال التي سرقها (سلامة فراويلة) ، والآثار التي سطا عليها عقب موت الخواجة، وتتوالى الأحداث .

## الشخصيات

### شخصيات رئيسية
- يوسف شعبان في دور الحاج سلامة فراويلة صاحب البيت الكبير بالحارة القديمة
- عبد الله غيث في دور عباس الضو تم استبداله بحمدي غيث في الجزء الثاني أحد سكان البيت الكبير
- أحمد عبد العزيز في دور يوسف عباس الضو
- هادي الجيار في دور عبد المنعم عباس الضو
- سلوى عثمان في دور سيدة زوجة عبد المنعم وابنة عمته
- رجاء حسين في دور فوقية زوجة الحاج سلامة وام أولاده
- فايزة كمال في دور فريال فراويلة وتم استبداله بجيهان نصر في الجزء الثاني
- شريف منير في دور فريد فراويلة تم أستبداله بوائل نور في الجزء الثاني
- إبراهيم يسري في دور فهمي فراويلة
- حنان سليمان في دور عواطف زوجة فهمي ماتت في الجزء الأول
- فادية عبد الغني في دور فوزية فراويلة
- صلاح رشوان في دور عبادة العقاد زوج فوزية
- فادي خفاجة: في دور أحمد بن عبادة وتم أستبداله بأحمد الشافعي في الجزء الثاني
- عبلة كامل رقية أحد سكان البيت الكبير
- زيزي البدراوي الحاج سميحة ام رقية
- حنان ترك ثرية أخت رقية وخطيبة يوسف في الجزء الأول وزوجة فريد في الجزء الثاني
- رشوان توفيق في دور د. أمام وأحد سكان البيت الكبير
- وحيد سيف في دور علي لوز طبال وأحد سكان البيت الكبير وزوج رقية
- سيد زيان في دور القص أحد سكان البيت الكبير
- عايدة رياض في دور بيسة زوجة القص
- محمد أبو الحسن أمين أفندي في دور أحد سكان البيت الكبير وتم أستبداله بمظهر أبو النجا في الجزء الثاني
- أحمد راتب في دور السحت أحد سكان البيت الكبير
- حسن حسني في دور الصول شرابي وتم استبداله بمحمد متولي في الجزء الثاني
- محمد الشويحي في دور الشيخ طه الكفيف أحد سكان البيت الكبير

### أبطال ظهروا بالجزء الأول
- هياتم في دور الراقصة لولا قتلها القص في الجزء الأول
- سحر طلعت: بدوية في سيناء

أشترك في التمثيل:
هانم محمد - ليلى مجدي:تفيدة زوجة شرابي - رولا الفرا :حسنات زوجة فهمي الثانية- قاسم الدالي: حسن المزين - حسن العدل:صبي العالمة لولا - صلاح الحسيني - توفيق الكردي - عبد الوهاب الحديدي - فاروق رمضان - راضي غانم - سليمان داود - أنسي المصري - ضياء السويفي - نجاح حسن - سمير رامي - عبد الله الصفتي - متولي علوان - أمين عنتر - مصطفى الكواوي - عبد الله حفني - عبد الرحمن حامد - محب كاسر -محمود طاهر
الأطفال: هاني الشيشتاوي - فادي خفاجة - محمد شعبان السيد

### أبطال ظهروا بالجزء الثاني[2]
- حسين فهمي جلال عنايت
- شيرين سيف النصر: أميرة العرابي حبيبة جلال وزوجه خليل به
- سامح السيد: د. رافت بن عبد الحميد وخطيب فريال وزوج نهلة بعدها
- جمال إسماعيل عبد الحميد عنايت أخو جلال
- ناهد جبر زوجة جلال عنايات
- نادية عزت: والدة د. رأفت
- صبري عبد المنعم طلعت ضيف غامض لتهديد جلال عنايت
- سعد أردش: خليل به
- روجينا: مي بنت جلال
- أحمد شاكر عبد اللطيف: محمود أبن الصول شرابي
- دنيا عبد العزيز في دور زينب ابنة عبد المنعم الضو
- منى جلال: نهلة سكرتيرة جلال

- وأيضا بالاشتراك مع: عمر ناجي - ليلي حمدي - إبراهيم رجب - سهيلة فرحات - قاسم الدالي - مصطفى الكواوي - عبد الله حفني - ثريا إبراهيم - عصام الشويخ - حسين درويش - رياض غانم - عمر أبو بكر - مجدي عبد الحليم - طارق مندور - صلاح الحسيني - عبد الله الصفتي - فيصل خورشيد: فيصل خورشيد - الراقصة سمراء
- الأطفال: محمد محمد عبد القوي - أحمد عبد الوهاب - محمد صفوت

## القصة
سلامة فراويلة يعيش في رفاهية مع أولاده بينما عباس الضو يسكن فوق السطح في غرفة. يوسف يريد الزواج من فريال لكن يصطدمان برفض العائلة رغم الصداقة القوية بين عباس وسلامة.
مع توالي الأحداث، يكتشف يوسف أن والده وسلامة كانا يعملان لدى خواجة أشتبه في أمواله لتهريبه للأثار خارج مصر، بعد موت الخواجة، يأخذ سلامة الأموال بينما عباس يمتنع وبعد ذلك ياسر يوسف ويرجع ليتزوج فيريال ابنة سلامة فرويلا في اخر الحلقات

## فريق العمل
- أشعار:سيد حجاب
- الموسيقي والألحان: ياسر عبد الرحمن
- غناء علي الحجار - حنان ماضي
- مهندس الديكور: زينب الشايب
- تصميم الأزياء: ليلى سالم
- مدير الأضاءة: أحمد هلال
- مديرو التصوير: مصطفى عيد، سامية صبحى، نصر عبد العزيز
- مديرا التصوير الخارجي: محمد عثمان، محمود برهام
- اشراف هندسى : كمال نوار

لاقى هذا المسلسل اعجاب الجماهير في الجزء الأول كما لاقى سوء حظ في الجزء الثاني حيث توفى الفنان عبد الله غيث قبل إنهائه مسلسل ذئاب الجبل وقام بتصوير الجزء الثاني من المال والبنون بالنيابة عنه أخوه الفنان حمدي غيث كما اعتذر كل من الفنان حسن حسني وشريف منير وفايزة كمال ومحمد أبو الحسن عن تصوير الجزء الثاني دون إبداء أسباب بالإضافة إلى عدم استكمال باقى القصة المؤلفة من قبل محمد جلال عبد القوى فخرج المسلسل ناقص لحوالى ساعتين دون تصوير، ولولا ذلك لخرج المسلسل على أكمل وجه.

## كلمات أغنية المقدمة
قالوا زمان دنيانا دنيا غرورة *** وقلنا واللي تغره يخسر مصيره

قالوا الشيطان قادر وله ألف صورة *** قلنا ما يقدر ع اللي خيره لغيره

إيه معنى دنيتنا وغاية حياتنا *** إذا بعنا فطرتنا البريئة الرقيقة

إزاي نبص لروحنا جوا مراياتنا *** إذا احنا عشنا هربانين من الحقيقة

المال تجيبه الريح وتاخذه الهوايل *** أما البنون يوم الحساب بيفوتونا

مال إيه ده لو كان مال قارون كله زايل *** ولا غير عمايل الخير ياهو ينجدونا

قالوا زمان دنيانا دنيا غرورة *** وقلنا واللي تغره يخسر مصيره

قالوا الشيطان قادر وله ألف صورة *** قلنا ما يقدر ع اللي خيره لغيره

ومين نكون إن بعنا يومنا وماضينا *** وليه نعيش إذا كانش بكرة يراضينا

وازاي ننام من غير ما نحلم ببكرة *** وبكرة ده منين ييجي إلا بإيدينا

قالوا زمان دنيا دنية غرورة *** وقلنا واللي تغره يخسر مصيره

قالوا الشيطان قادر وله ألف صورة *** قلنا ما يقدر عللي خيره لغيره

## كلمات أغنية النهاية
بأحلم وافتح عنيا على جنة للإنسانية
والناس سوا بيعيشوها بطيبة وبصفو نية
أحلامي تصلبلي ضهري ويروق ويصفالي دهري
ويلالي ظاهري وجواهري لكل ناسي وليا
بأحلم وافتح عنيا على جنة للإنسانية
والناس سوا بيعيشوها بطيبة وبصفو نية
يا دنيا مهما تغري غيري مسيرك تمري
وبعد مري تسري نفسي العفيفة الغنية
بأحلم وافتح عنيا على جنة للإنسانية
والناس سوا بيعيشوها بطيبة وبصفو نية
لا المال ينور طريقي ولا البنون بلوا ريقي
عملي في حياتي رفيقي في وقفتي الآخرانية
بحلم وافتح عنيا على جنة للإنسانية
والناس سوا بيعشيوها بطيبة وبصفو نية

## النص الأصلي لتتر النهاية ( قبل تعديله
دنيا غرورة دنية زي الحنش شرانية ...ياريتنا نأمن اذاها ونعيش سوى بصفو نية.
يادنيا ولا هدي ظهري ليكي ولا اعيش في قهري ...
ياما نفسي يصفالي دهري وترجعي حقانية .
بأحلم وافتح عنيا على جنة للإنسانية
والناس سوا بيعيشوها بطيبة وبصفو نية.
لاء يا دنيا، أجرى غُرى غيرى ولاعبى وضُرى ... 
أما أنا رغم مُرى نفسى عزيزة وغنيه.

## وصلات خارجية
- المال والبنون جـ1: تتر البداية على يوتيوب
- المال والبنون جـ1: تتر النهاية على يوتيوب
- المال والبنون جـ2׃ تتر البداية غناء علي الحجار على يوتيوب
- المال والبنون جـ2: تتر النهاية غناء علي الحجار وحنان ماضي على يوتيوب